# Marshal Manengkei

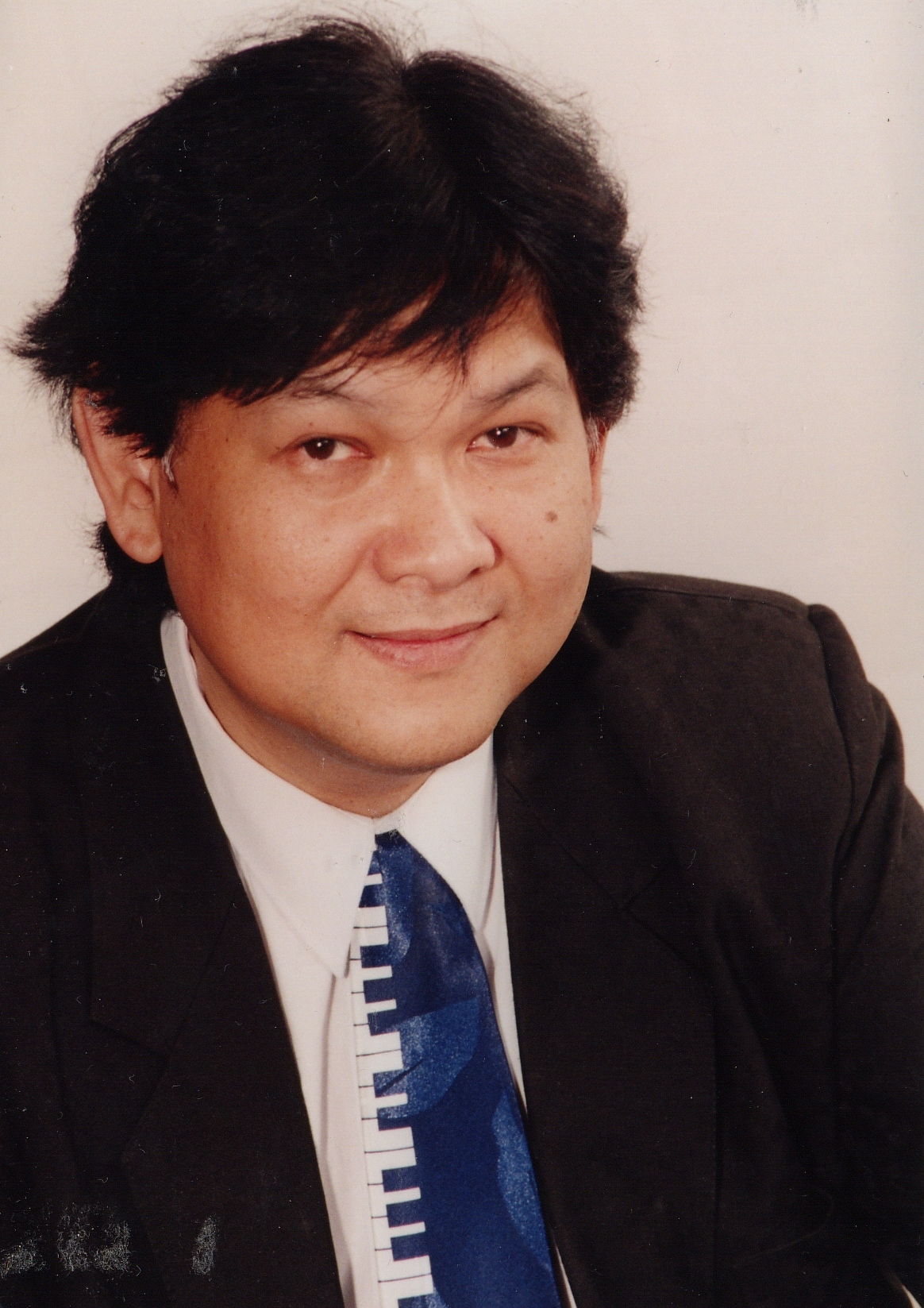
Marshal Manengkei

Marshal Conradt Jules Manengkei (Soerabaja, 9 maart 1949 - Jakarta, 25 augustus 2017) was een Nederlands-Indisch muziekproducent, componist, tekstschrijver en ook zanger.
Marshal Manengkei was componist en tekstschrijver van onder andere Rosy & Andres, The Blue Diamonds, Andy Tielman, Rudy van Dalm. Als tekstschrijver is hij betrokken bij twee nummers van het Nationale Songfestival: “The Circus Show” voor Teach-In, Debbie en Albert West en de tweede keer met “I Was Born To Love” voor Rosy & Andres. De grootste hit waarvan hij tekstschrijver is was het nummer “Song For The Children” van Oscar Harris. Andere grote hits waren “My Love” en “Sausalito” van Rosy & Andres. Hij schreef verder songs en teksten voor onder meer The Tumbleweeds, De Gebroeders Brouwer, Frans Bauer, Nana Mouskouri en Eddie Calvert.
Manengkei werkte als producent veel samen met Dries Holten. Samen produceerden zij nummers en platen van Debbie, Oscar Harris, The Classics, Jimi Belmartin, Rosy & Andres, The Blue Diamonds, Andy Tielman, Mieke en Andres.
Manengkei richtte in 1986 de groep Stoney’s Aphrodite op, die twee singles hebben uitgebracht: “Down At Rockszana’s/Reaching Out” (Telstar) en “Sweet Inspiration/Computerized” (WPL Records). Manengkei beleefde met zijn groep Stoney’s Aphrodite de televisiepremière bij Avro’s Toppop Discolympics.
Sinds 1988 maakt hij deel uit van de groep Manna samen met Grace & Hedy Anthonio. Hun eerste album “Manna’s Music” werd als zo verfrissend en vernieuwend gezien in de Nederlandse gospel-scene, dat Manna aan twee televisiespecials heeft meegewerkt: EO’s spelprogramma “De Slag Bij Doorn” en het themaprogramma “God Verandert Mensen”. Manengkei schreef de nummers voor het album.
Het tweede album van de groep, “Melati In De Sneeuw” kwam op 26 augustus 2007 uit, volgens eigen zeggen zijn de nummers van het album geïnspireerd door Marshals eigen autobiografie, die in 2008 zou moeten verschijnen, onder dezelfde titel als het album. Op 26 augustus 2007 verscheen ook Manna's eerste dvd getiteld: "Manna: Melati In De Sneeuw".
1. ↑  Liputan6.com, HEADLINE: Marshal, Putra Minahasa Pencipta Lagu Legendaris Dunia. liputan6.com. Gearchiveerd op 24 april 2018. Geraadpleegd op 24 april 2018.

- International Standard Name Identifier: 0000 0004 6020 673X
- MusicBrainz: 209a1bf4-cbfa-403a-b6e7-100c30f5c537
- Virtual International Authority File: 977149619438604010000
- WorldCat: E39PBJcBYxkfbMq4TJcHf4X68C